# Kodak Retina
Kodak Retina - серія 35-мм плівкових фотоапаратів компанії Kodak, що випускалась впродовж 1934-1969 років.

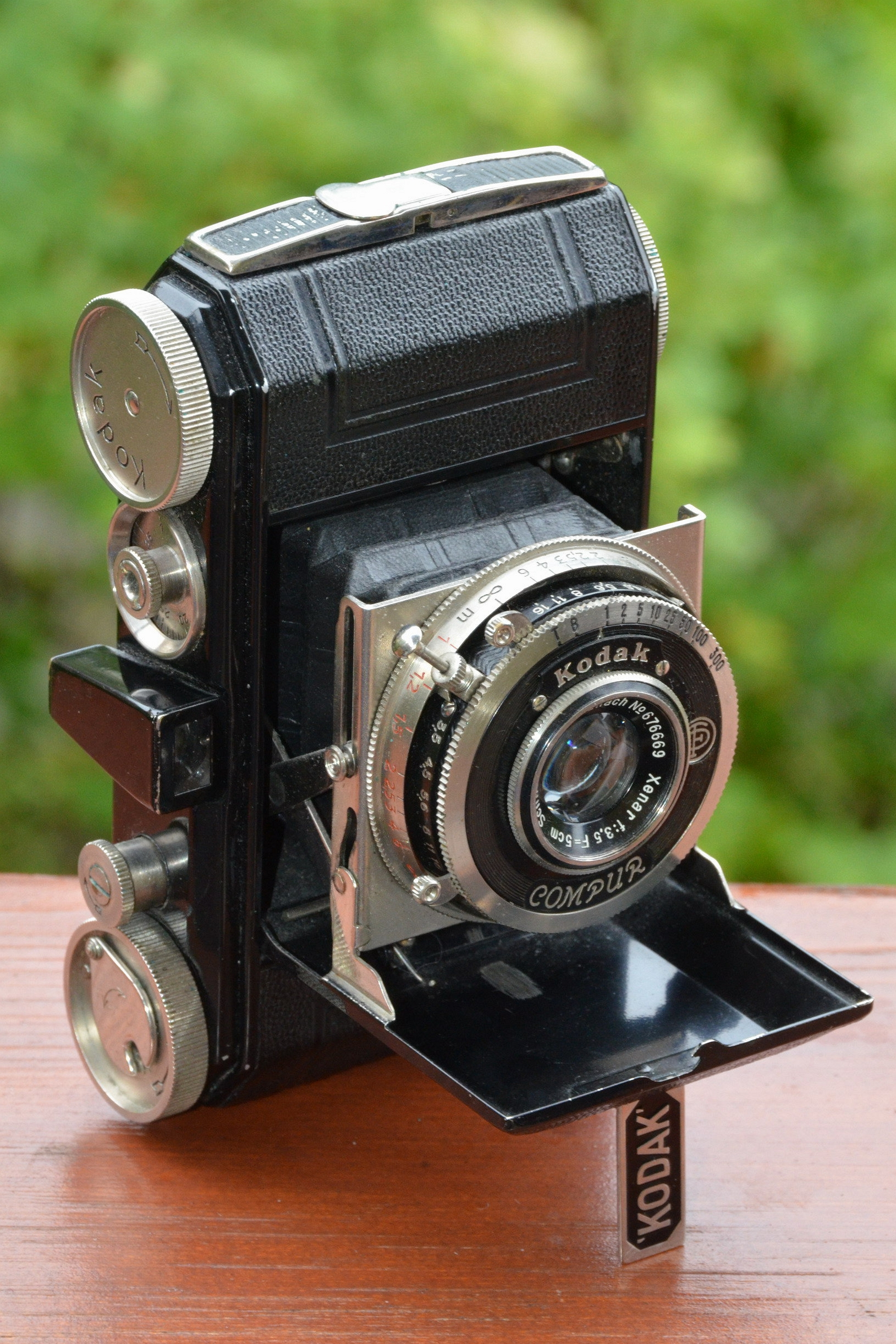
Kodak Retina. 1934

## Історія
Компанія Kodak заснувала 1896 в Німеччині дочірню компанію "Kodak GmbH" для продажу своєї продукції. Після її розширення за рахунок нових компаній її реорганізували у "Kodak AG". У листопаді 1931 в Штутгарті купили підприємство "Dr. August Nagel-Fabrik für Feinmechanik", яке займалось виготовленням фототехніки. Його власник Август Нагель увійшов до правління товариства "Kodak AG" і став генеральним конструктором фотоапаратів, які вирішили виготовляти у Штутгарті.   
Компанія Eastman Kodak розпочала 1934 виготовлення 35-мм фотоплівки типу 135 на базі 35-мм кіноплівки. Для неї був спроектований фотоапарат Kodak Retina, де вперше в аматорських камерах застосували касети для плівки, що дозволяло легко заряджати її на світлі. Retina була складаною камерою, де оправу об'єктиву з'єднували з корпусом система важелів і міх. Перевагою камери була ціна у 25 марок, коли конкурентна модель Leica Standard коштувала 75 марок. При цьому Kodak Retina гарантувала високу якість світлин завдяки об'єктиву Xenar f:3.5/50мм, високоточному затвора Compur компанії Friedrich Deckel з витримками  1/300-l,0 секунди. З 1936 на Retina встановлювали об'єктиви Retina-Xenar f:3.5/50мм та Zeiss Tessar f:3,5/50 мм. У модифікаціях Kodak Retina II C, IIIc und IIIC встановлювали закріплену в корпусі лінзу, яку доповнювали змінні об'єктиви Xenone С з f:2.8/50мм чи f:2.0/50мм для нормального фотографування. Для телезйомки встановлювали об'єктив Heligon f:4/80. Для ширококутних фото використовували Retina Heligon C f:4/35 мм чи Retina Heligon C f:5,6/35мм. Недоліком був тривалий час для заміни об'єктивів, наведення на різкість. Витримку затвора довели до 1/500 сек, встановлювали автоспуск з відліком 10 секунд.
До 1941 виготовили понад 350.000 камер Kodak Retina і 1946 відновили виробництво.

### Модифікації
Позначення А, В, С показували розмір вікна видошукача.

### Складана конструкція
- Kodak Retina (1934–1936)
- Kodak Retina I (1936–1950)
- Kodak Retina Ia (1951–1954)
- Kodak Retina Ib (1954–1957)
- Kodak Retina IB (1957–1960)
- Kodak Retina II (1936–1950)

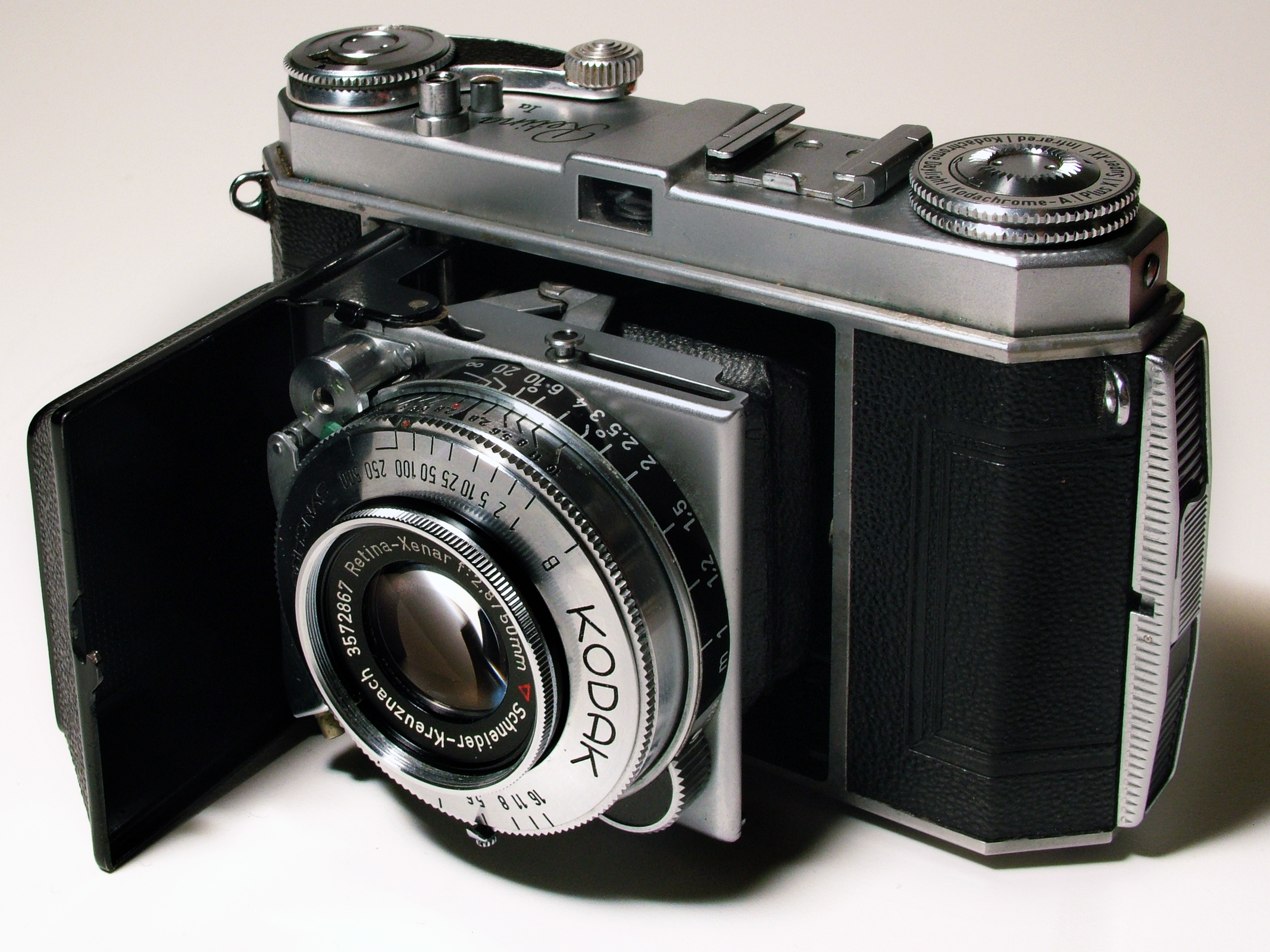
Kodak Retina Ia

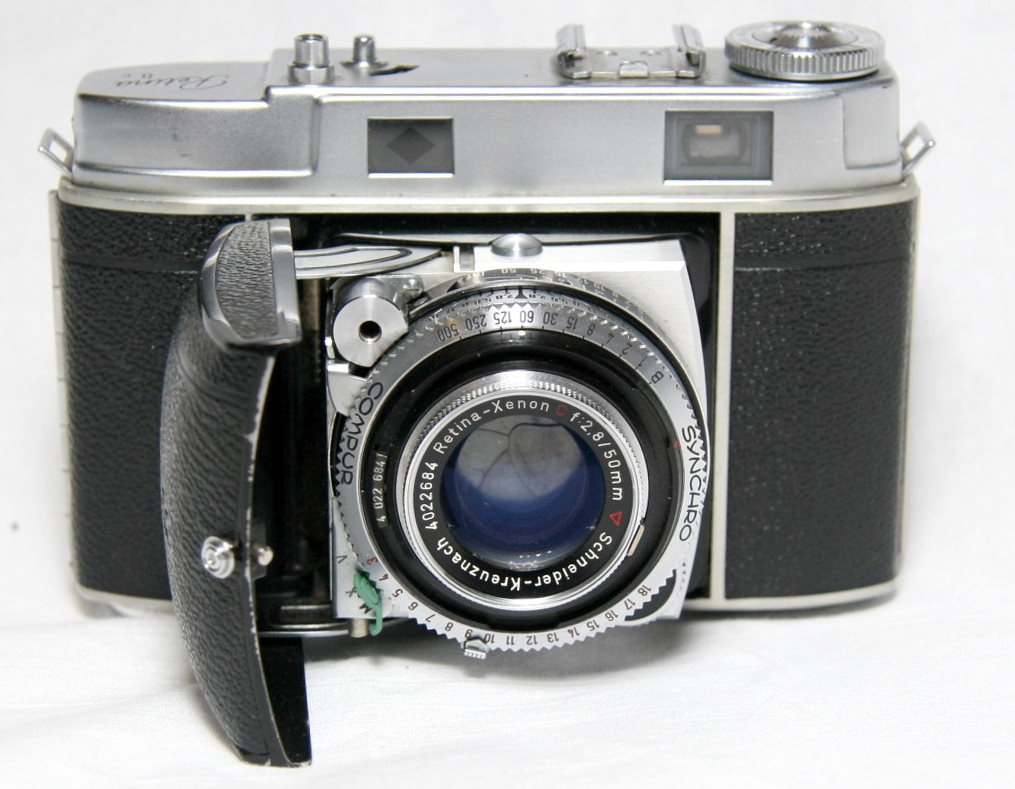
Kodak Retina IIc

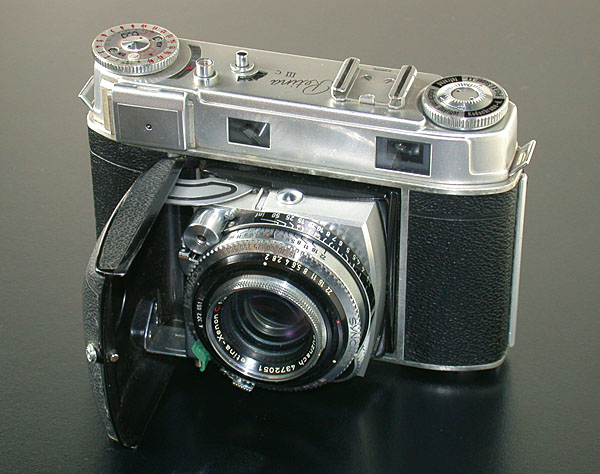
Kodak Retina IIIc

- Kodak Retina IIa (1939, 1951–1954)
- Kodak Retina IIc (1954–1957)
- Kodak Retina IIC (1957–1958)
- Kodak Retina IIIc (1954–1957)
- Kodak Retina IIIC (1957–1960)

Модифікацію Kodak Retina I виготовляли у 1934-1950-х роках. Вона мала метричну шкалу фокусування, оптичний візир. 
- Retina Ia отримала куркове перемотування плівки
- Retina Ib була останньою складаною моделлю з дещо зміненим розміщенням лічильника кадрів, курка зведення затвора. З 1960 припинили виготовлення камер Retina з міхом, закріплюючи надалі об'єктив у корпусі (з 1957).

Модифікація Kodak Retina ІІ отримала далекомір. Її виготовляли у 1936-1950 роках. У післявоєнний час встановлювали суміщений далекомір-видошукач і затвор Compur Rapid-X.
- Retina IIa отримала курок зведення затвора і перемотування плівки, видошукач-далекомір, об'єктиви Schneider Xenon чи Rodenstock Heligon f:2/50мм. Виготовлено 189.000 камер.
- Retina IIc/IIC мала змінене розміщення курка затвора, передні об'єктиви Schneider Retina-Xenon С чи Rodenstock Heligon C f:2.8/50мм. Їх могли замінювати теле- і ширококутними об'єктивами, встановлювати на повзунки змінні видошукачі.

Модифікація Kodak Retina ІІІ отримала експонометр з селеновим елементом на передній верхній панелі. Об'єктиви походили з модифікації Retina ІІ. Можна було використовувати комплект для стереофото. 
У 1955 було виготовлено 1.000.000 камера Kodak Retina.

### Фіксований об'єктив
- Kodak Retina IIIS (1958–1960)
- Kodak Retina IIS (1959–1960)

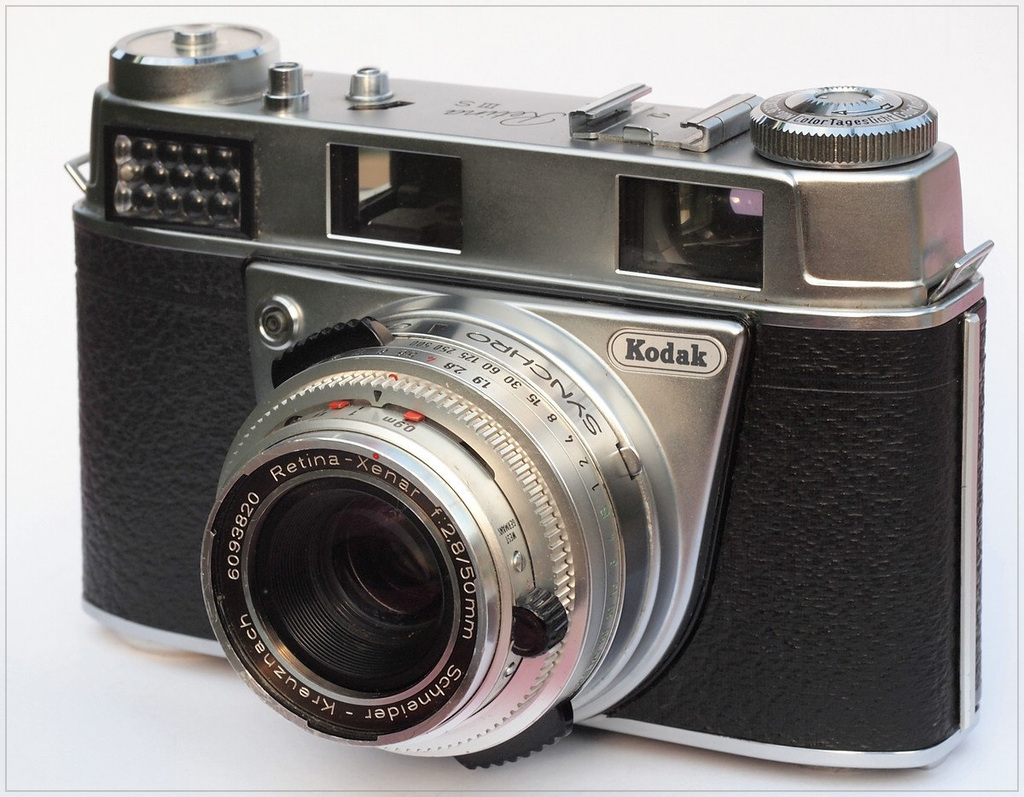
Kodak Retina III S

- Kodak Retina Automatic I (1960–1962)
- Kodak Retina Automatic II (1960–1962)
- Kodak Retina Automatic III (1960–1963)
- Kodak Retina I BS (1962–1963)
- Kodak Retina IF (1963–1964)
- Kodak Retina IIF (1963–1964)
- Kodak Retina S1 (1966–1969)
- Kodak Retina S2 (1966–1969)

Модифікації Kodak Retina II S, Kodak Retina III S мали жорстке кріплення об'єктиву в корпусі, затвор Synchro-Compur (1-1/500 сек). У Retina II S використовували об'єктив Schneider Xenar f:2.8/50мм, а у Retina III S змінні об'єктиви Schneider або Rodenstock f:2.8/28мм-200мм, що комплектувались видошукачами. Суміщений видошукач-далекомір мав поправку на паралакс, у Retina III S при встановленні нового об'єктиву автоматично висвітлювалась кадрова рамка. Селеновий експонометр походив з попередньої модифікації.

### Дзеркальна камера
- Kodak Retina Reflex (1957–1958)
- Kodak Retina Reflex S (1959–1961)

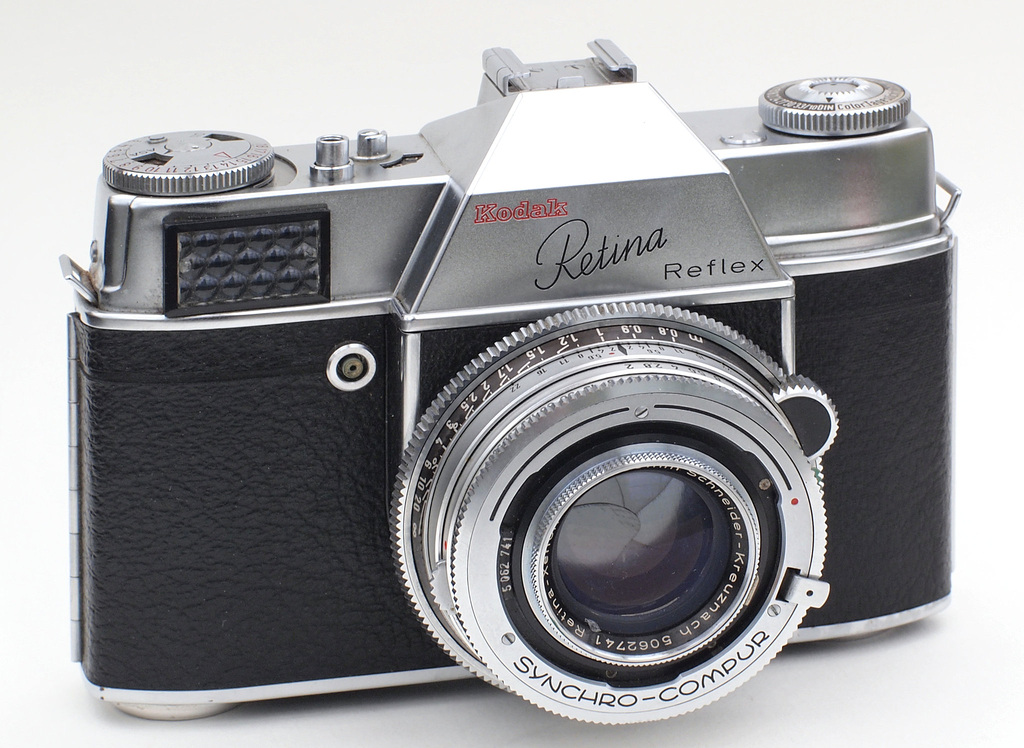
Kodak Retina Reflex

- Kodak Retina Reflex III (1961–1964)
- Kodak Retina Reflex IV (1964–1966)

Модифікація Kodak Retina Reflex використовувала пентапризмовий видошукач, затвор Synchro-Compur MXV (1-1/500 сек.), вбудований експонометр, об'єктиви Retina Reflex, Schneider Retina-Xenon С, Rodenstock Heligon f:2/50мм і змінний передній оптичний блок "С", де можна було використовувати теле- і ширококутні насадки. Виготовили 65.000 камер. 
Модифікація Retina Reflex S отримала змінену конструкцію дзеркального оптичного блоку з затвором Synchro-Compur MXV (1-1/500 сек.). З модифікації Retina IIIS запозичили об'єктиви Retina-Xenar чи Retina-Ysarex f:2.8/50мм, Retina-Xenon чи Retina-Heligon f:1.9/50мм. Вмонтований експонометр мав вказівники з стрілкою у полі видошукача і на верхній панелі. Виготовили 78.000 камер.
Модифікація Kodak Retina Reflex III використовувала затвор Synchro-Compur X (1-1/500 сек.), інше розміщення кнопки спуску. Виготовили 116.000 камер.
Модифікація Kodak Retina Reflex IV використовував об'єктиви Retina-Xenar f:2.8/50мм і Retina-Xenon f:1.9/50мм. У видошукачі проглядались показники витримки, діафрагми, просте кріплення фотоспалаху замінили "гарячим черевиком". Головку зворотного перемотування плівки замінили складаною рулеткою, у передній площині призми було віконце підсвічування. Виготовлено 524.000 камер.